# 1729 en France
Chronologie de la France
- 1725
- 1726
- 1727
- 1728
- 1729
- 1730
- 1731
- 1732
- 1733

Cette page concerne l’année 1729 du calendrier grégorien.

## Événements
- 1er mars : mandement maladroit de l’évêque d’Orléans contre Soanen et les jansénistes. Fleury, inquiet des conflits qui s’annoncent, tâche de faire traîner l’affaire en longueur[1].
- 28 août : audience des ambassadeurs de Tripoli qui demandent pardon au roi des insultes faites à son pavillon[2].

- 4 septembre : naissance du dauphin Louis, ce qui met fin à la rivalité dynastique franco-espagnole[1].

- 5 octobre : concert et ballet dans la cour de marbre, a l’occasion de la naissance du dauphin[2].

- 9 novembre : traité de Séville où la France et la Grande-Bretagne acceptent que l’infant Charles, fils de Philippe V d’Espagne, succède au dernier des Farnèse dans les duchés de Parme et de Plaisance[3].
- 5 décembre : illumination et feu d’artifice dans la cour des ministres[2].

- L’intendant Chauvelin introduit la taille tarifée en Picardie[4].